# Warszawski Korpus Armii Krajowej
Warszawski Korpus Armii Krajowej – korpus Armii Krajowej.
20 września 1944 roku komendant główny AK rozkazał przeorganizować oddziały powstańcze w stolicy w Warszawski Korpus AK. Wykonując rozkaz gen. Tadeusza Bora-Komorowskiego komendant Okręgu Warszawskiego AK 21 września 1944 roku wydał rozkaz organizacyjny nr 32 w sprawie organizacji Korpusu.   

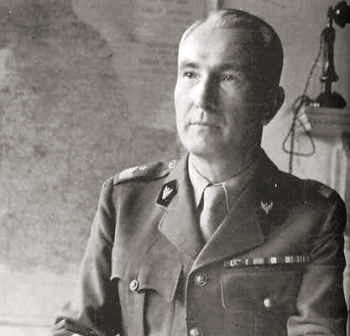
Gen. Antoni Chruściel, dowódca Warszawskiego Korpusu AK

## Organizacja i obsada personalna korpusu
- Dowództwo (Komenda Okręgu Warszawa AK)
  - dowódca – gen. bryg. Antoni Chruściel ps. „Monter”
  - zastępca dowódcy – płk dypl. Karol Ziemski ps. „Wachnowski”
  - szef sztabu – ppłk dypl. art. Stanisław Weber
- 8 Dywizja Piechoty AK im. Romualda Traugutta (Obwód II Żoliborz AK)
  - dowódca – ppłk Mieczysław Niedzielski ps. „Żywiciel”
- 10 Dywizja Piechoty AK im. Macieja Rataja (Grupa „Południe” – Obwód V Mokotów AK)
  - dowódca – ppłk Józef Rokicki ps. „Karol”
- 28 Dywizja Piechoty AK im. Stefana Okrzei (Grupa „Śródmieście” w składzie dwóch podobwodów: „Śródmieście – Północ” i Śródmieście – Południe”)
  - dowódca – płk Franciszek Pfeiffer